# Cantonul Pont-Scorff
Cantonul Pont-Scorff este un canton din arondismentul Lorient, departamentul Morbihan, regiunea Bretania, Franța.

## Comune
- Caudan
- Cléguer
- Gestel
- Guidel
- Pont-Scorff (reședință)
- Quéven